# Модлімово (гміна Плоти)
Модлімово (пол. Modlimowo, нім. Muddelmow) — село в Польщі, у гміні Плоти Ґрифицького повіту Західнопоморського воєводства.
Населення — 249 осіб (2011).
У 1975-1998 роках село належало до Щецинського воєводства.

## Демографія
Демографічна структура станом на 31 березня 2011 року:
|          | Загалом | Допрацездатний вік | Працездатний вік | Постпрацездатний вік |
| -------- | ------- | ------------------ | ---------------- | -------------------- |
| Чоловіки | 118     | 35                 | 73               | 10                   |
| Жінки    | 131     | 38                 | 71               | 22                   |
| Разом    | 249     | 73                 | 144              | 32                   |